# Каракалпакска автономна съветска социалистическа република
Каракалпакска автономна съветска социалистическа република (каракалпакски: Қарақалпақстан АССР; на узбекски: Қорақалпоғистон АССР; на руски: Каракалпакская АССР) е автономна република в Съветския съюз. Тя е единствената автономна съветска социалистическа република в Средна Азия.

## История
Създадена е на 20 юли 1932 г. въз основа на дотогавашната Каракалпакска автономна област. Тя е в състава на Руската съветска федеративна социалистическа република до 5 декември 1936 г., когато е предадена на Узбекската съветска социалистическа република. Наследена е от днешната Република Каракалпакстан в състава на Узбекистан.
Републиката е наградена с орден „Ленин“ (1959), орден „Дружба на народите“ (1972) и орден „Октомврийска революция“ (1974).

## География
Територията ѝ е 164 900 кв. км, а населението – 1 139 000 души. Съотношението градско/селско население е 546 000 към 593 000 души.

## Население
Националният състав в републиката към 1979 г. е следният:
- каракалпаки – 282 000,
- узбеки – 285 000,
- казахи – 240 000,
- туркмени – 49 000,
- руснаци – 21 000 и др.